# Флаг Московской заставы
Флаг внутригородского муниципального образования муниципальный округ Моско́вская заста́ва в Московском районе города Санкт-Петербурга Российской Федерации — опознавательно-правовой знак, служащий официальным символом муниципального образования.
Утверждён 21 апреля 2010 года и внесён в Государственный геральдический регистр Российской Федерации.

## Описание
Представляет собой прямоугольное полотнище с отношением ширины к длине — 2:3, воспроизводящее композицию герба Муниципального образования в красном, жёлтом и белом цветах.
Геральдическое описание герба гласит: «В червлёном (красном) поле золотой меч в ножнах, украшенный чернью, положенный в левую перевязь и золотой ликторский пучок накрест, сопровождаемые вверху серебряным взлетающим вправо голубем, внизу — золотой пелтой (греческим щитом), завершённой в углах наверху сообращёнными орлиными головами и украшенной головой Медузы Горгоны».

## Символика
Золотые воинские трофеи — напоминание о декоре Московских Триумфальных ворот и одноимённой станции метро.
Московские Триумфальные ворота — памятник архитектуры ампира. Сооружены они были у городской заставы в 1834—1838 годах (архитектор — В. П. Стасов, скульптор — Б. И. Орловский) в память о победе в русско-турецкой войне 1828—1829 годов. По бокам находились караульные будки и через проходивший в этом месте Лиговский канал был переброшен мост. Отлитые из чугуна, с медными коваными деталями монумента, 12-колонные ворота в виде портика (высота 24 м, ширина 36 м) дорического ордера символизирует могущество и славу русской армии. Тема военного триумфа подчёркивается скульптурными композициями из военных трофеев; триглифы фриза заменены 30 скульптурными фигурами гениев Победы со щитами изображающими гербы губерний России. Здесь же расположена одноимённая станция метро Московские ворота. У торцовой стены скульптура — копия одного из украшений Московских Триумфальных ворот.
Триумфальные ворота сохранят на многие годы память о патриотизме русского народа и его славных ратных подвигах.
Голубь — наиболее часто встречающийся элемент декора зданий, являющихся украшением территории муниципального образования, а также символ мира (на территории округа расположен Московский парк Победы).
Многие здания на территории муниципального округа Московская застава, построенные в 1940—50-е годы в стиле сталинского ампира украшены рельефами с изображениями голубей. Самые крупные голуби «живут» на Московском проспекте. Они разместились на башне дома № 190, стоящего на углу проспекта и Бассейной улицы, рядом с Московским парком Победы, и доминирующего в округе. Он построен в 1952 году. Башня над домом долгое время была самым высоким сооружением Московского района — 76 метров. Архитекторы В. С. Васильковский, Б. Р. Рубаненко и Г. А. Симонов. По углам башни взлетают четыре птицы. Размер их достаточен для обзора снизу — не менее метра. Скульптор, изваявший славных птичек, И. В. Крестовский, эскиз архитектора Л. М. Хидекеля. Вдохновитель — Пабло Пикассо. Голуби присутствуют в декоре зданий домов № 51 и № 53 по Благодатной улице, дома № 172—174 по Московскому проспекту, дома № 7 по улице Свеаборгской (над входом в Муниципальный Совет) и др.
Жёлтый цвет (золото) символизирует могущество, силу, постоянство, веру, справедливость, добродетель, верность, прочность, солнечный свет.
Белый цвет (серебро) символизирует чистоту помыслов, искренность, правдивость, невинность, благородство, откровенность, непорочность, надежду.
Красный цвет символизирует труд, жизнеутверждающую силу, благородство, праздник, красоту, солнце, тепло, мужество, храбрость, неустрашимость. Цвет пролитой крови героев (на территории Московского парка Победы есть Аллея Героев). В старорусской традиции «красный» означало «красивый». Геральдический цвет Санкт-Петербурга (наряду с золотом и серебром).